# Bataille de Palmyre (2017)
Pour les articles homonymes, voir bataille de Palmyre.
Guerre civile syrienne
Batailles
La quatrième bataille de Palmyre a lieu lors de la guerre civile syrienne. Le 14 janvier 2017, l'armée syrienne lance une offensive sur Palmyre, tenue par l'État islamique, elle entre dans la ville le 1er mars 2017 et la reprend totalement le lendemain.

## Prélude
Prise une première fois par l'État islamique le 21 mai 2015, puis reconquise par le régime syrien le 27 mars 2016, la ville de Tadmor — plus connue sous le nom de Palmyre — repasse sous le contrôle des djihadistes le 11 décembre 2016. Dans la foulée, ces derniers tentent ensuite de prendre la base aérienne T4 à Tiyas, 50 kilomètres à l'ouest,. Cependant la tentative échoue et les attaques de l'EI sont contenues.

## Déroulement

Offensive des loyalistes entre février et septembre 2017 (haut de la carte).
Territoire contrôlé par le gouvernement syrien et ses alliés
Territoire contrôlé par l'État islamique
Territoire contrôlé par le gouvernement irakien et ses alliés
Territoire contrôlé par les rebelles
Territoire contrôlé par la Jordanie

Le 14 janvier 2017, les forces loyalistes lancent une offensive depuis la base de Tiyas pour reprendre Palmyre à l'État islamique,. Selon Al-Masdar News (en), un média pro-régime, les forces qui participent à l'offensive sont des éléments de la 5e légion et de la 18e division blindée de l'armée arabe syrienne, des miliciens des Forces de défense nationale, de Fawj Maghawir al-Badiya, du Quwat Dir’ al-Amn al-Askar et de la tribu des Cheitat, ainsi que des hommes du Hezbollah et des membres des forces spéciales russes,. La Russie engage également au sol des troupes de la 61e brigade de fusiliers marins indépendante. Les combattants afghans de la Division des Fatimides prennent aussi part à la bataille.
Indirectement, les forces pro-régime sont également appuyées par la coalition menée par les États-Unis, qui mène 45 frappes aériennes dans la région de Palmyre au cours du mois de février. Le commandement américain dément cependant toute coordination entre ses forces et celles de Damas et de Moscou.
Début février, des combats ont lieu pour le contrôle de la centrale de gaz de Hayyan, détruite par l'État islamique le 7 ou le 8 janvier 2017. Hayyan est reprise par le régime syrien le 4 février,. La centrale est cependant reconquise par l'État islamique le 7 février et à nouveau reprise par le régime le 14 février,.
Le 24 février, les forces loyalistes arrivent à 10 kilomètres de la ville.
Le 1er mars, l'armée syrienne et le Hezbollah prennent les montagnes de Hayal et de Tar, investissent le site antique, puis entrent dans la soirée dans la ville de Tadmor par l'ouest et le nord-ouest,. Ils s'emparent rapidement de la moitié ouest de la ville tandis que la majeure partie des troupes de l'État islamique se retirent. Les djihadistes laissent cependant des mines derrière eux et quelques kamikazes restent postés dans les quartiers est. Le 2 mars 2017, Palmyre est reprise par l'armée syrienne, les derniers djihadistes se retirent de l'aéroport,.

## Pertes
Selon l'Observatoire syrien des droits de l'homme (OSDH), de la mi-janvier à la prise de Palmyre, les combats ont fait au moins 115 morts dans les rangs des loyalistes et 283 du côté des djihadistes. Le média Al-Masdar News avance quant à lui que 200  à   300 hommes ont été tués ou blessés du côté des forces loyalistes.
Le 3 mars, le ministère russe de la Défense chiffre de son côté les pertes de l'État islamique à 1 000 combattants tués ou blessés, 19 chars, 37 blindés, 98 pick-up et 100 autres véhicules divers détruits,,. De plus, le 6 mars, le ministère russe de la Défense annonce qu'un de ses soldats, « chargé d'assurer la sécurité d'un groupe de conseillers militaires russes en Syrie », a été tué le jour de la reprise de Palmyre à l'EI, lors d'une tentative de percée des djihadistes. La Russie reconnaît ensuite la mort de cinq de ses soldats. Cependant l'armée russe minimise ses pertes dans ses bilans selon l'agence Reuters, qui affirme dans une enquête qu'au moins 10 Russes — dont cinq de l'armée régulière et cinq membres de sociétés militaires privées  — sont morts dans la région de Palmyre entre la fin janvier et la mi-mars 2017. L'agence Reuters poursuit ses investigations et affirme en avril qu'au moins 21 Russes sont morts entre le 29 janvier et la fin mars dans la région de Palmyre.

## Suites
Le 23 mars 2017, une attaque est menée par 120 djihadistes au nord de Palmyre, elle est repoussée par les troupes syriennes, dont les ISIS Hunters qui affirment que 24 hommes de l'EI ont été tués et 12 blessés,.
Le soir du 25 mai 2017, l'armée syrienne reprend le contrôle de l'autoroute reliant Palmyre à Damas après avoir chassé l'État islamique de la zone,. Le 15 juin, elle reprend ensuite le champ gazier d'Arak.